# Harry van den Berg
Harry van den Berg is een voormalig Nederlands honkballer.
Van den Berg kwam uit voor het Nederlands honkbalteam waarmee hij deelnam aan de Haarlemse honkbalweek in 1974 en tevens de zilveren medaille tijdens de Europese Kampioenschappen van 1975 mee behaalde.